# Beatriz Parra
Beatriz Josefa Parra Durango (Guayaquil, 19 de marzo de 1939) es una soprano ligera ecuatoriana. Estudió en el Conservatorio Chaikovski de Moscú. Su repertorio incluye roles principalmente como Zerlina, Lucía, Liú, Susanna, Micaela, Duquesa Carolina. También ha sido una gran promotora de la actividad lírica en la ciudad de Guayaquil.

## Biografía
Es hija del doctor Antonio Parra Velasco y de la periodista Dora Durango López. Beatriz Parra Durango, empezó sus estudios musicales en el Conservatorio Antonio Neumane de la ciudad de Guayaquil. A los 16 años destaca como cantante lírica y le asignan roles como la Duquesa Carolina, de la zarzuela Luisa Fernanda. A los 19 años canta el rol protagónico de la zarzuela Marina, bajo la dirección del maestro español Carlos Arijita.
En 1960 viajó a Moscú, con una beca propuesta del Ministerio de Cultura de la URSS, y estudió canto clásico en el Conservatorio Chaikovski de Moscú, estudió con la cantante Nina Dorliak, esposa del pianista Sviatoslav Richter. Se graduó con el Premio a la Excelencia en 1966.
En 1965 ganó la medalla de plata y el segundo lugar en el Concurso Internacional de Canto organizado por la ciudad de Toulouse, Francia. Cantó como solista con la Orquesta Filarmónica de Moscú y la Orquesta de Cámara de Moscú. Ese mismo año recibió la medalla de oro en el Concurso de Música de George Enesco, en Rumania.
También obtuvo varios primeros lugares en concursos de canto en Barcelona y Santiago de Compostela, y ha cantado en algunos de los mejores teatros de ópera del mundo.
En 1975 recibió el premio "Conchita Badía" en Santiago de Compostela.
Durante quince años fue una prima donna y solista del teatro Ópera de Colombia, donde su repertorio incluía verismos, como Verdi y Puccini, románticos, como Donizetti y clásicos, como Mozart.
Ha actuado el papel de Micaela en la ópera Carmen de Bizet en el escenario del Teatro Bolshói.
En el año 2000 se desempeñó como viceministra de Cultura de Ecuador. También en ese año presidió el Consejo Nacional de Cultura durante el gobierno de Gustavo Noboa.
En el otoño de 2001 fue artista invitada del Festival de la Cultura Iberoamericana.
Se retiró de los escenarios y actualmente es profesora de voz y directora de la Fundación Beatriz Parra, junto con el barítono armenio Konstantin Simonian.
Se casó con Enrique Gil Calderón, con quien tuvo su única hija, la soprano Beatriz Gil Parra. El matrimonio terminó en divorcio.
En el 2016 fue condecorada con el Premio Nacional Eugenio Espejo. En el mismo año, la Agrupación Cultura y Fraternidad la nombró "Guayaquileña Ilustre".